# Convertitore catalitico

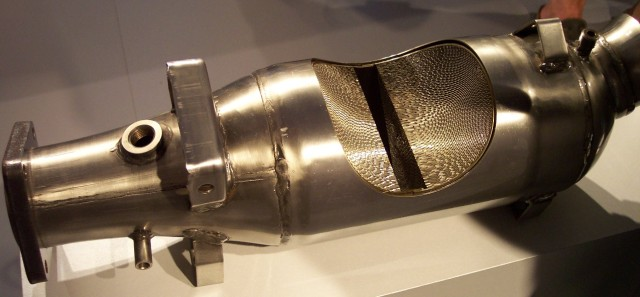
Sezione di una marmitta catalitica per autoveicoli tipicamente urbani

In ingegneria meccanica, il convertitore catalitico, noto anche come marmitta catalitica, è un dispositivo catalizzatore montato sull'impianto di scarico di un motore a combustione interna, che opera preferibilmente a temperature comprese tra gli 800 e i 1000 °C.

## Introduzione
Questo elemento funge da abbattitore delle emissioni nocive di gas di scarico del motore, favorendo la completa ossidazione e riduzione dei gas di scarico, inoltre contribuisce assieme al silenziatore a ridurre il rumore di scarico.
Tale abbattimento consiste nel promuovere, tramite un'apposita spugna di materiale catalitico, la conversione degli idrocarburi incombusti (CnHm), degli ossidi di azoto (NOx quali NO e NO2) e del monossido di carbonio (CO) in anidride carbonica (CO2), acqua (H2O) e azoto (N2).

## Il convertitore catalitico

### Costruzione
L'elemento attivo nella depurazione dei gas di scarico emessi dal motore è costituito da un corpo dotato di centinaia di piccoli canali che permettono il passaggio del gas di scarico attraverso i loro interstizi; questo corpo può essere costruito in ceramica o a volte in metallo.
Su di esso viene depositato uno strato aggrappante e poi viene depositato per impregnazione e successiva cottura in forno il metallo nobile (platino, palladio, rodio), in quantità ben determinate.

### Dimensionamento
Un convertitore catalitico (meglio definito come depuratore catalitico) deve essere dimensionato con i seguenti parametri:
- Potenza del motore,
- Portata gas,
- Temperatura dei gas,
- Carburante,
- Tipo di alimentazione,
- Inquinanti da abbattere (CO, HC, NOx)[3],
- Livello degli inquinanti,
- Livello da raggiungere dopo il catalitico,
- Massima contropressione ammessa.

### Tipologia
Generalmente assume forme diverse a seconda del tipo di veicolo:
- Elemento catalizzatore (marmitta catalitica compatta), questo non è altro che un corpo cilindrico da inserire lungo lo scarico, fino all'ingresso del silenziatore, senza alterare la struttura e forma del sistema di scarico.
- Marmitta catalitica, è un corpo di dimensioni simili al silenziatore, ma di dimensioni più contenute e posizionato tra il collettore di scarico e il silenziatore.

## Tipologie di convertitore
Un convertitore catalitico può essere applicato sia a motori ad accensione per compressione (Diesel) sia a motori ad accensione comandata (benzina, etanolo, GPL, metano). Nel primo caso si parla di un DOC (Diesel Oxidation Catalyst) prevalentemente con la funzione ossidante, mentre nel secondo caso si parla di un catalizzatore trivalente. 
Il fatto che i motori Diesel siano limitati alla sola azione ossidante è dovuto al fatto che questi motori lavorano "in eccesso di aria", quindi molto raramente con miscele stechiometriche, non potendo mai creare un ambiente povero di ossigeno nel sistema di post trattamento per poter esercitare un'azione riducente. Il problema degli ossidi di azoto per i motori Diesel viene trattato sui nuovi motori tramite sistemi SCR.
Il catalizzatore può essere quindi: 
- Riducente (detto one-way in quanto agisce sul principale inquinante): usato per i motori Diesel, a base di rodio (Rh), in grado di ridurre gli ossidi di azoto (NOx) in ossigeno e azoto.
- Ossidante (detto Two-way in quanto agisce sui due principali inquinanti): usato per i motori ad accensione comandata, a base di platino e/o palladio, in grado di ossidare monossido di carbonio (CO) e idrocarburi incombusti (HxCx); in alcuni mezzi, che non usano la sonda lambda, si ha anche un circuito che immette aria prima del catalizzatore, in modo da permettere una seconda combustione nel catalizzatore, ottenendo gli stessi risultati dei sistemi con sonda lambda, ma generalmente si ha un consumo di carburante più elevato.
- Trivalente o Ossidante e riducente (detto three-way in quanto agisce sui tre principali inquinanti); caratterizzato da un primo catalizzatore riducente e da un secondo catalizzatore ossidante, è impiegato nei motori a benzina e a gas con combustione stechiometrica dotati di controllo lambda e si differenzia a sua volta in due tipi:
  - Il catalizzatore a ciclo aperto
nei dispositivi dove si usa l'ossido di cerio (CeO2), che immagazzina l'ossigeno in eccesso nei gas di scarico in condizioni di miscela magra e successivamente viene rilasciato durante le fasi di miscela ricca, ha un rendimento non costante in funzione del regime del motore. L'ossigeno è fondamentale per il secondo catalizzatore ossidante, in modo d'ossidare CO e idrocarburi incombusti e trasformarli in elementi meno inquinanti, altri sistemi invece adottano un circuito d'aria secondario, per quest'ultima purificazione.
  - Il convertitore catalitico a ciclo chiuso
è in grado di ottimizzare la conversione grazie alla sonda lambda, che inviando la rilevazione dell'O2 a una centralina elettronica, permette a questa di variare la quantità di benzina immessa nella camera di combustione, in modo da riportare il rapporto di miscela (kg aria/kg combustibile) entro l'intervallo di efficienza ottimale del catalizzatore o meglio conosciuto come lambda 1.

Un catalizzatore ossidante può essere usato anche in applicazioni speciali quali abbattimento odori da torrefazione di caffè o ossidazione di idrocarburi nel trattamento di terreno inquinato.

## La sonda lambda

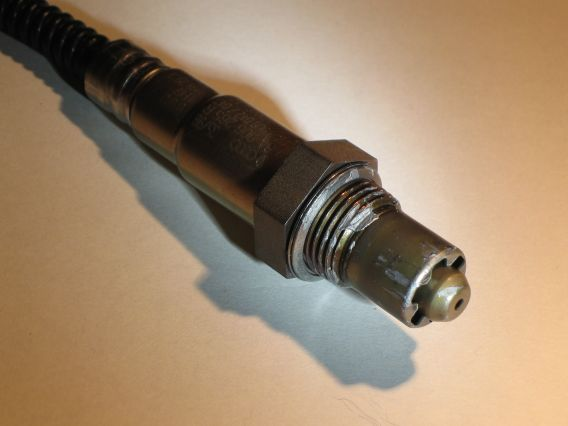
Una sonda lambda

La sonda lambda è necessaria per conoscere se i gas di scarico presentano del combustibile incombusto o sono in eccesso d'ossigeno, per mantenere il rapporto di miscela (kg aria/kg combustibile) entro l'intervallo di efficienza ottimale del catalizzatore meglio conosciuto come lambda 1 (dosatura stechiometrica).
Gli attuali tipi di sonda lambda non sono tra loro compatibili.

### La doppia sonda lambda
L'utilizzo di una doppia sonda lambda permette d'avere un quadro più preciso sul funzionamento del motore e una sua correzione più veloce. Questo sistema è stato introdotto con la direttiva 98/69 CEE (a partire dalle omologazioni del 01/01/2000) per il controllo dell'efficacia del catalizzatore; le due sonde sono montate rispettivamente a monte e a valle del dispositivo.
La sonda lambda invia un segnale a doppio stadio (presenza o assenza d'ossigeno): con l'uso di una sola sonda, la centralina (ECU) deve perennemente lavorare sulla correzione dei valori d'iniezione e d'accensione. L'uso di due sonde permette d'avere una campionatura più veritiera e di aumentare la durata del sistema, dato che i sensori con l'invecchiamento tendono a variare la loro sensibilità. In questo modo è possibile avere un funzionamento più costante del motore, con correzioni più graduali, precise, distanziate tra di loro nel tempo.
La presenza della sonda a valle consente inoltre di ricevere un indice sull'efficienza del catalizzatore: finché le sonde rilevano valori differenti, la centralina è a conoscenza del fatto che il catalizzatore ancora riesce a influire la reazione chimica dei gas di scarico. Quando invece i valori a monte e a valle del catalizzatore sono identici, significa che la sua efficacia è esaurita, ed è quindi possibile segnalare il problema tramite una spia luminosa.

## Il motore
Il motore, per poter utilizzare tale elemento, senza determinarne il danneggiamento e senza perdere in modo eccessivo le sue prestazioni, deve avere determinati accorgimenti:
- Deve utilizzare un incrocio delle valvole leggermente maggiore, così come l'anticipo d'apertura per le valvole di scarico, dato che il materiale di supporto del catalizzatore, per via delle sue caratteristiche dimensionali, introduce una perdita di carico che rallenta la fuoriuscita dei gas di scarico.
- Avere un controllo della combustione dettagliato e preciso, con l'utilizzo di unità di controllo in modo da poter regolare (grazie all'utilizzo della sonda lambda) sia il rapporto stechiometrico per non rovinare il convertitore catalitico con il carburante incombusto (che ne può innalzare eccessivamente la temperatura), sia la fasatura d'accensione, in modo da garantire sempre una combustione ottimale e completa all'interno dei cilindri.
- Il catalizzatore deve essere posizionato relativamente vicino al motore per essere riscaldato velocemente in fase di accensione. Il catalizzatore trivalente per motori ad accensione comandata una volta scaldato permette di abbattere la quasi totalità delle emissioni inquinanti. Vengono preventivate strategie di controllo motore nella ECU per riscaldare il catalizzatore velocemente.

## Problemi comuni e manutenzione
Il convertitore catalitico può danneggiarsi a causa di urti meccanici, come impatti con marciapiedi o ostacoli. I sintomi di guasto comprendono perdita di potenza, emissioni anomale, difficoltà nell’avviamento e aumento dei consumi. Di solito, dura circa 200.000 chilometri, ma la sua longevità può variare in base al tipo di veicolo e al dispositivo.